# Gottfried Wilhelm Christian von Schmettau
Gottfried Wilhelm Christian von Schmettau (* 12. Juni 1752 in Mecklenburg; † 25. April 1823 in Kopenhagen) war ein dänischer Offizier.

## Familie
Schmettau wurde in Mecklenburg geboren, wo sein Vater Leopold Reichsgraf von Schmettau (1714–1777), dänischer Kammerherr und Regierungsrat der Grafschaft Oldenburg, einige Ländereien besaß. Der General und Diplomat Friedrich Wilhelm von Schmettau war sein Großvater. Schmettau heiratete 1790 Elisabeth Alexandrine (1768–1793), Tochter des Marinekommandeurs Gisbert van Hemert. Margrethe Wilhelmine (1780–1865), Tochter des Altonaer Oberpräsidenten Christian Ludwig (von) Stemann, wurde seine zweite Frau. Sie wurde 1840 Dekanin des Stifts Vallø. Zwei Töchter waren mit den Ministern Carl Emil Bardenfleth und Friedrich Ferdinand Tillisch verheiratet.

## Leben
Im achten Lebensjahr wurde Schmettau zum Kornett des Leibregiments der Reiterei ernannt. Er traf aber erst vier Jahre später in Kopenhagen ein, um die militärische Ausbildung zu erhalten. Er kam 1767 zur Leibgarde zu Pferd, gehörte aber zu den freigestellten Offizieren, bevor Struensee die Leibgarde 1771 auflöste. Schmettau trat 1772 in das Infanterieregiment Schleswig ein, wechselte 1774 zu den Jütland-Dragonern und wurde Rittmeister sowie 1788 Major beim Husarenregiment. Zwei Jahre später wechselte er zu den Schleswigschen Reitern, wurde 1792 Oberstleutnant und 1803 Oberst im Leibregiment der Reiterei, das er während der Abwesenheit des Inhabers Christian von Hessen befehligte.
Im Jahr 1806 wurde Schmettau Kommandeur der Leibgarde zu Pferd. Diesen Posten hatte er bis zu seinem Tod im April 1823 inne, hinzu kamen 1813 die Aufsicht über die Stallungen des Militärs und ein Sitz im Direktorium der Gestüte und der Veterinärschule. Während der Belagerung von Kopenhagen nahm er 1807 am Kriegsrat Peymanns teil und erhielt die Aufgabe, dem Kronprinzen die Nachricht über die Kapitulation der Stadt zu überbringen. Zwei Jahre später wurde er Generalmajor und zum Kommandeur einer Kavalleriebrigade ernannt, um an einem geplanten Übergang nach Schonen teilzunehmen. Als Kommandeur der ersten Armeedivision in Norwegen nahm er 1813 auf Wunsch von Prinz Christian Friedrich Verhandlungen mit dem schwedischen General Hans Henrik von Essen auf, mit dem Ziel, im Falle von Bernadottes Tod die Adoption des Prinzen durch Karl XIII. von Schweden zu ermöglichen. Schmettau wurde 1814 Generalleutnant und drei Jahre später als Kommandeur des Danebrog ausgezeichnet. Die Aufnahme in den dänischen Adelsstand war 1776 erfolgt.

## Belege
1. 1 2 3  Johan Lesser: Schmettau, Gottfried Wilhelm Christian. In: Carl Frederik Bricka (Hrsg.): Dansk biografisk Lexikon. Tillige omfattende Norge for Tidsrummet 1537–1814. 1. Auflage. Band 15: Scalabrini–Skanke. Gyldendalske Boghandels Forlag, Kopenhagen 1901, S. 200–201 (dänisch, runeberg.org). Abgerufen am 12. Juni 2024.

| Personendaten    | Personendaten                              |
| ---------------- | ------------------------------------------ |
| NAME             | Schmettau, Gottfried Wilhelm Christian von |
| KURZBESCHREIBUNG | dänischer Offizier                         |
| GEBURTSDATUM     | 12. Juni 1752                              |
| GEBURTSORT       | Mecklenburg                                |
| STERBEDATUM      | 25. April 1823                             |
| STERBEORT        | Kopenhagen, Dänemark                       |